# Félix Candela

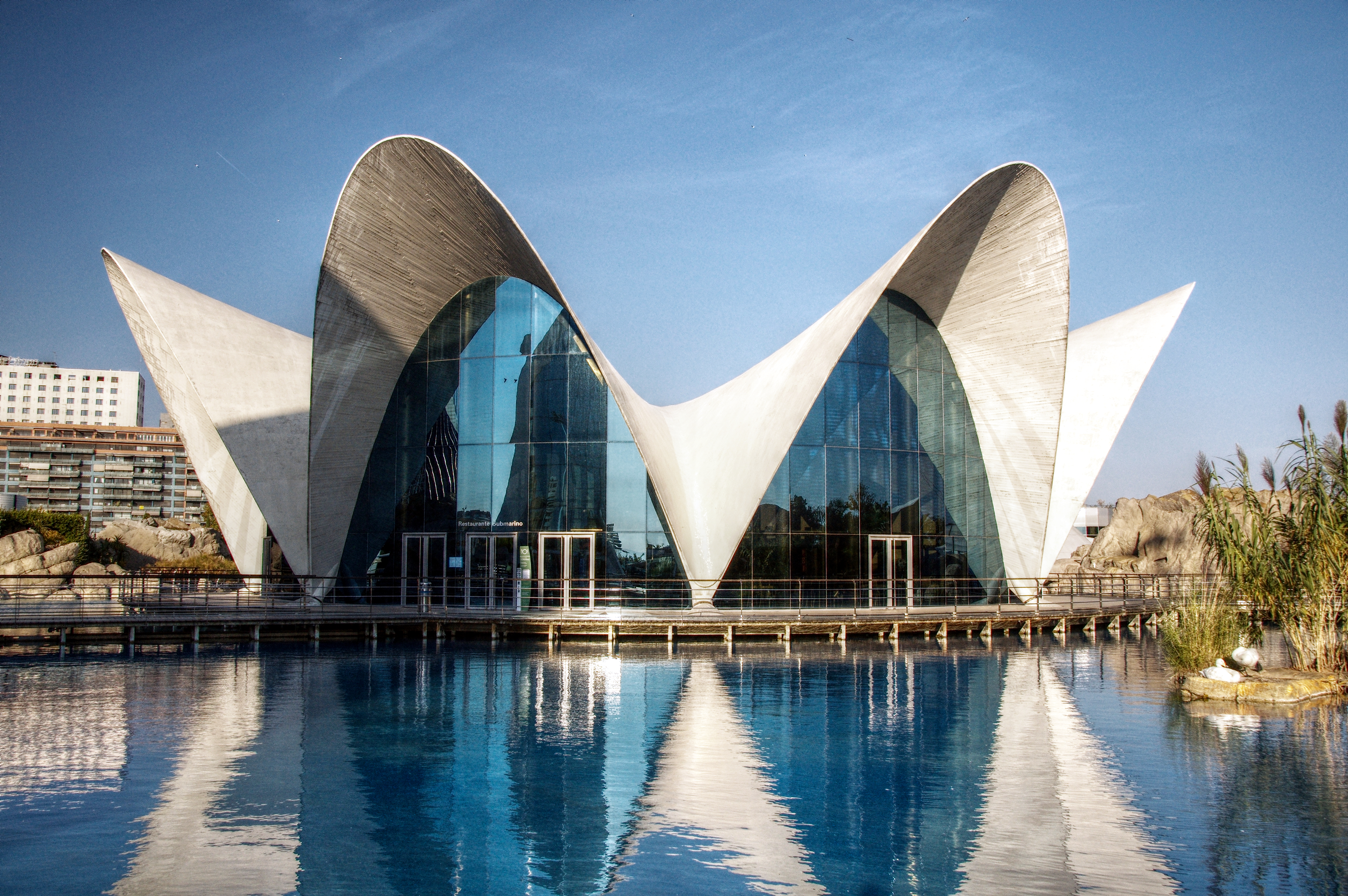
L’Oceanogràfic w Walencji (2003) zaprojektowany przez Candelę

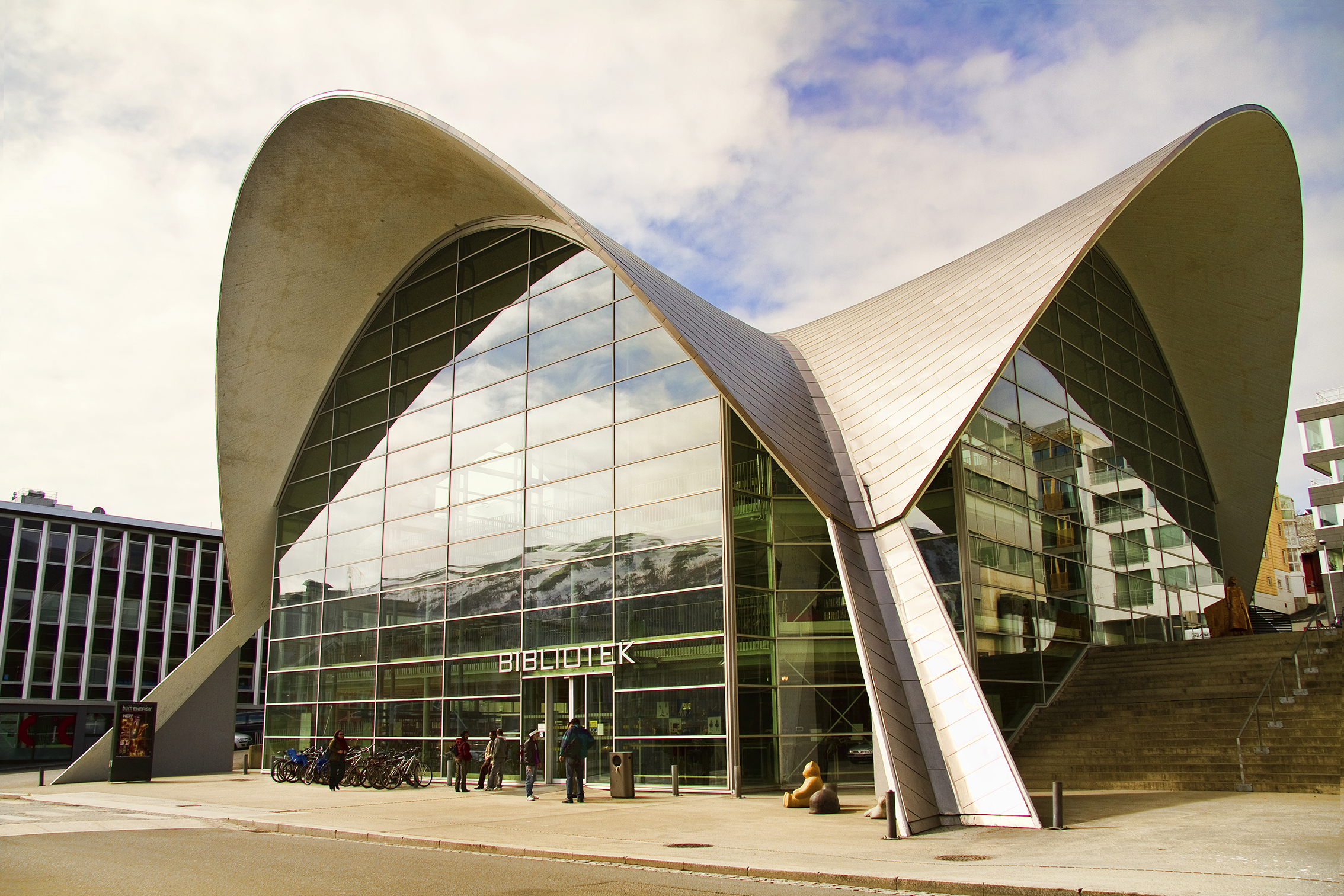
Biblioteka w Tromsø (Gunnar Bøgeberg Haugen 1973) została zainspirowana przez Candelę

Félix Candela Outeriño (ur. 27 stycznia 1910 w Madrycie, zm. 7 grudnia 1997 w Durham) – meksykański architekt i inżynier hiszpańskiego pochodzenia.
Candela urodził się i uczył się w Madrycie. Do 1935 studiował tam z zakresu nauk przyrodniczych i architektury. W latach 1936–1939 walczył w wojnie domowej w Hiszpanii. W 1939 został internowany w Perpignan. Jako przeciwnik generała Francesco Franco, musiał emigrować do Meksyku. 13 czerwca przybył do Veracruz. W Meksyku rozpoczął swoją karierę.
Félix Candela był twórcą hypar (paraboloida hiperboliczna), cienkościennych łupinowych konstrukcji z żelbetu o powierzchni zakrzywionej w dwóch płaszczyznach.